# داينستي واريورز
داينستي واريورز (بالإنجليزية: Dynasty Warriors)‏ هي لعبة فيديو من نوع القتال وهي أول إصدارات سلسلة داينستي واريورز، صدرت في 28 فبراير 1997 في اليابان وهي متوفرة على جهاز بلاي ستيشن 1، اللعبة من تطوير تيكمو كوي ومن نشر كويي.